# Юнаков, Николай Леонтьевич
Никола́й Лео́нтьевич Юнако́в (укр. Мико́ла Лео́нтійович Юнако́в (Юнаків)) (6 [18] декабря 1871, Чугуев — 11 августа 1931, Тарнов, Польша) — военачальник Российской империи, — военный историк, ординарный профессор Императорской Николаевской военной академии (1911—1914), участник Первой мировой войны, генерал-лейтенант (1916); затем — военачальник Украинской народной республики, генерал-полковник армии УНР (1920).

## Семья и образование
Из дворян Рязанской губернии, сын генерала от инфантерии Леонтия Авксентьевича Юнакова (1838—1905), потомка украинской шляхты, внука полковника Бугского казачьего войска. Православного вероисповедания.
Окончил Орловский Бахтина кадетский корпус (1889), Павловское военное училище (1891) и Николаевскую военную академию Генерального Штаба по 1-му разряду (1897).

## Служба в Русской императорской армии
На военную службу вступил юнкером военного училища, затем служил офицером в лейб-гвардии Семёновском полку. С 1891 — гвардии подпоручик, с 1895 — гвардии поручик. В 1897 произведён в гвардии штабс-капитаны с переименованием в капитаны Генерального штаба.
В 1897—1898 годах состоял при штабе Санкт-Петербургского военного округа, в октябре-декабре 1898 — старший адъютант штаба 37-й пехотной дивизии. В 1898—1904 — правитель дел по учебной части Офицерской стрелковой школы. Цензовое командование ротой (в октябре 1899 — октябре 1900) и батальоном (май-сентябрь 1903) проходил в 147-м пехотном Самарском полку. С 1901 — подполковник. В 1904—1905 — штаб-офицер при управлении 53-й резервной пехотной бригады. В 1905—1907 — начальник штаба 1-го округа отдельного корпуса Пограничной стражи. С 1906 — полковник (произведён за отличия).
В 1907—1910 — штаб-офицер, заведующий обучающимися в Императорской Николаевской военной академии офицерами. С 1910 — экстраординарный профессор (диссертация о походе Карла XII на Украину), с 1911 — ординарный профессор (диссертация о русско-японской войне) Николаевской военной академии по военной истории. В своих исторических работах Юнаков выступал последователем Д. Ф. Масловского. Его работы по истории Северной войны благодаря богатому фактическому материалу и основательной документальной базе до сих пор не утратили своего значения. С 1912 — генерал-майор.
Участник Первой мировой войны. По объявлению мобилизации назначен командующим 1-й бригадой 37-й пехотной дивизии. С ноября 1914 был начальником штаба 25-го армейского корпуса, с марта 1915 — начальник штаба 4-й армии. 10 апреля 1916 за боевые отличия произведён в генерал-лейтенанты. В апреле-августе 1917 — командующий 7-го армейского корпуса, 25 августа 1917 назначен в распоряжение помощника главнокомандующего Румынским фронтом, в октябре-декабре 1917 — командующий 8-й армией, 21 декабря 1917 уволен в отставку.

## Служба в украинской армии
В 1917 году поддержал украинскую Центральную Раду и в конце 1917 года перешёл на службу в создаваемую украинскую армию.
С апреля 1918 года служил в армии гетмана Павла Скоропадского вооружённых сил Украинской державы, был начальником Главного военно-учебного управления при гетмане и председателем комиссии по созданию военных школ, начальником Военной академии. Участвовал в разработке и перевод на украинский язык военных уставов, учебных программ, учебников.

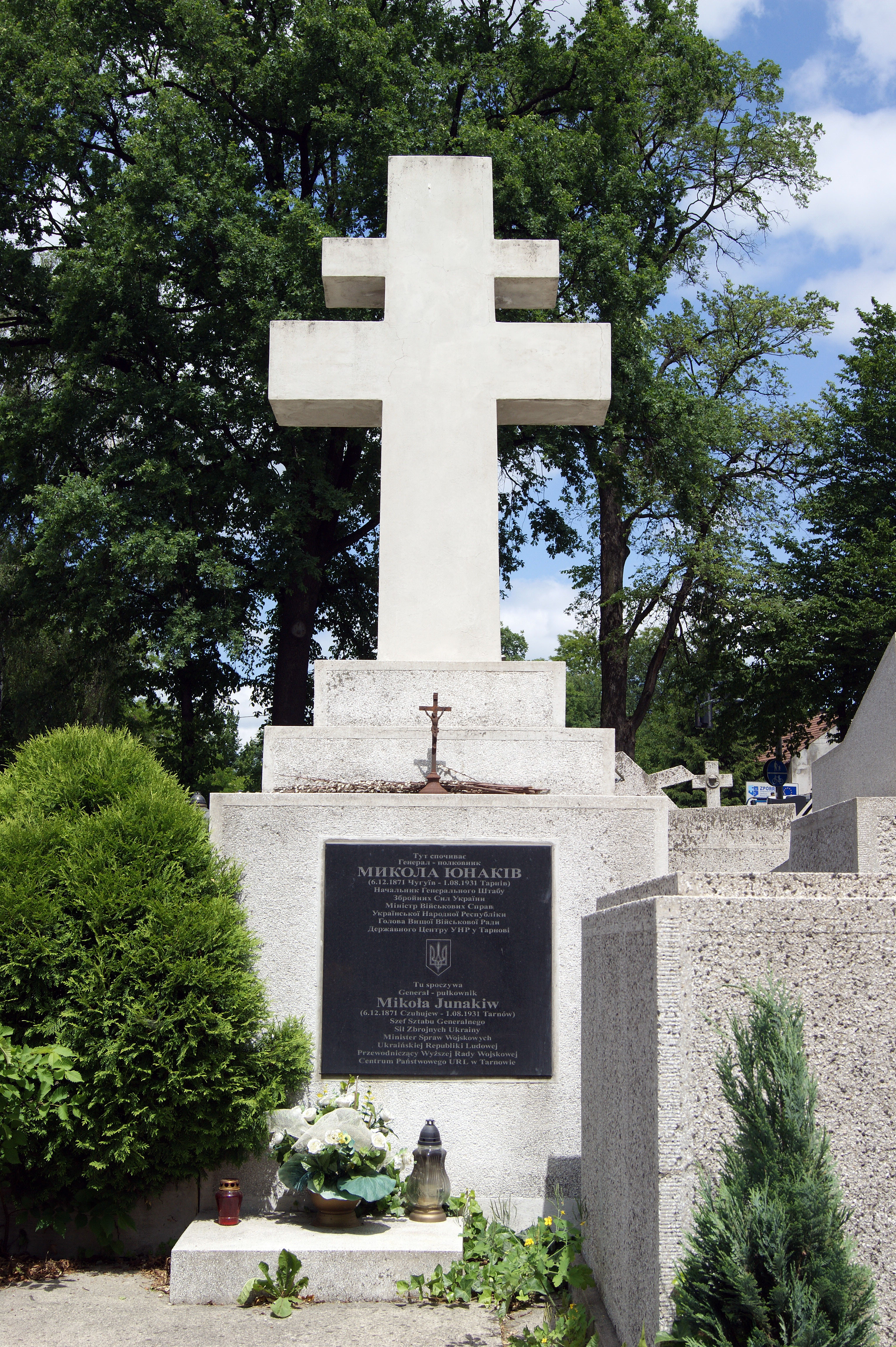
Могила генерала Юнакова
на воинском кладбище № 203 в Тарнуве

С конца 1918 — на службе в армии Директории УНР. Был помощником главного инспектора, помощником начальника Главного геодезического управления Генерального штаба, с 7 августа 1919 — начальником штаба главного атамана Симона Петлюры. В 1920 — военный советник дипломатической миссии УНР в Польше. В июле-сентябре 1920 — военный министр УНР. Был произведён в генерал-полковники армии УНР.
С 1921 года — в эмиграции в Польше. В 1921—1923 годах был главой Высшей войсковой рады УНР (в изгнании). Председатель Украинского военно-исторического общества.
В 1927 году отошёл от активной деятельности по состоянию здоровья.
Умер в 1931 году, похоронен на воинском кладбище № 203 в Тарнуве.

## Награды
Ордена Российской империи:
- Св. Станислава 3-й степени (1898);
- Св. Анны 3-й степени (1902);
- Св. Станислава 2-й степени (1905);
- Св. Анны 2-й степени (1906);
- Св. Владимира 4-й степени (06.12.1910);
- Св. Станислава 1-й степени с мечами (ВП 14.01.1915);
- Св. Владимира 3-й степени с мечами (ВП 14.01.1915);
- Св. Анны 1-й степени с мечами (ВП 18.05.1915).

Медали Российской империи:
- Медаль «В память царствования императора Александра III» (1896)
- Медаль «В память коронации Императора Николая II» (1896)
- Медаль «В память 200-летия Полтавской битвы» (1909)
- Медаль «В память 100-летия Отечественной войны 1812 года» (1912)
- Медаль «В память 300-летия царствования дома Романовых» (1913)

Иностранные награды:
- ??? орден (ок. 1900/1901)?
- британский орден Бани 3-й степени (1916)[1]

Знаки отличия УНР:
- крест Симона Петлюры